# Kin-ball en Espagne
Le kin-ball est géré en Espagne par deux associations: l'Association espagnole de sport kin-ball (AEKBS) et par l’association basque de sport kin-ball. 
Le kin-ball en Espagne connaît depuis 3 ans un fort essor grâce à AEKBS qui a permis de créer 2 championnats nationaux et de former 360 entraîneurs-arbitres niveau I et 40 niveau II.
Dans le pays basque (Euskadi), le kin-ball existe depuis avril 2006.
L’Espagne devant un pays de kin-ball, c'est elle qui organisera la Coupe du monde de kin-ball 2007 qui aura lieu à Bilbao en octobre. Elle sera organisée par les deux associations basque et espagnole ainsi que la compagnie FAMIOCIO S.L.L. .

## Clubs
Club Deportivo B105. Madrid.

## Équipe d'Espagne
Coupe du monde de kin-ball